# Ella Gibson
Ella Gibson (7 de junio de 2000) es una deportista británica que compite en tiro con arco, en la modalidad de arco compuesto.
Ganó una medalla en los Juegos Europeos de Cracovia 2023, tres medallas en el Campeonato Europeo de Tiro con Arco al Aire Libre entre los años 2021 y 2024, y tres medallas en el Campeonato Europeo de Tiro con Arco en Sala, en los años 2022 y 2024.

## Palmarés internacional
| Juegos Europeos                  | Juegos Europeos    | Juegos Europeos   | Juegos Europeos |
| Año                              | Lugar              | Medalla           | Prueba          |
| -------------------------------- | ------------------ | ----------------- | --------------- |
| 2023                             | Cracovia (Polonia) | Medalla de plata  | Individual      |
| Campeonato Europeo al Aire Libre |                    |                   |                 |
| Año                              | Lugar              | Medalla           | Prueba          |
| 2021                             | Antalya (Turquía)  | Medalla de plata  | Individual      |
| 2022                             | Múnich (Alemania)  | Medalla de oro    | Equipo          |
| 2024                             | Essen (Alemania)   | Medalla de oro    | Individual      |
| Campeonato Europeo en Sala       |                    |                   |                 |
| Año                              | Lugar              | Medalla           | Prueba          |
| 2022                             | Laško (Eslovenia)  | Medalla de oro    | Individual      |
| 2024                             | Varaždin (Croacia) | Medalla de oro    | Equipo          |
| 2024                             | Varaždin (Croacia) | Medalla de bronce | Individual      |